# Statua di David Bowie (Aylesbury)
La statua di David Bowie è un monumento di bronzo situato nella città di Aylesbury, Buckinghamshire, Regno Unito, opera di Andrew Sinclair, che ritrae il musicista rock britannico David Bowie.

## Posizione e descrizione
La scultura venne svelata il 25 marzo 2018 nella località di Aylesbury dove Bowie aveva proposto per la prima volta al pubblico il suo personaggio Ziggy Stardust. Intitolata Earthly Messenger, la statua si trova a Market Square. Raffigura Bowie nel 2002 e una selezione dei suoi alter ego nel corso degli anni, con Ziggy in posizione frontale. Degli altoparlanti posizionati sopra la statua, diffondono una canzone di Bowie ogni ora.
I fondi per realizzare l'opera, circa £100,000, furono raccolti tramite una colletta pubblica e donazioni varie dal promotore musicale David Stopps.

## Accoglienza critica
L'opera ha ricevuto giudizi contrastanti. La rivista online Artlyst la definì "orribile, mal realizzata e non adatta a un uomo [Bowie] che amava l'arte". Contrariamente, Rob Stringer, CEO di Sony Music, ha descritto la statua come "bellissima".

## Vandalismi
Meno di 48 ore dopo l'inaugurazione, il monumento è stato vandalizzato con le scritte "Feed the homeless first" ("prima date da mangiare ai senzatetto") e "RIP DB" ("Riposa In Pace David Bowie") apparse sulla parete adiacente e parte della scultura dipinta con della vernice spray. Nell'ottobre 2018, la statua è stata nuovamente fatta oggetto di vandalismo con alcuni graffiti fatti con la bomboletta spray che hanno imbrattato la scultura, e pareti e pavimenti nelle immediate vicinanze.